# Lancashire (constructeur aéronautique)
Pour les articles homonymes, voir Lancashire (homonymie).
Lancashire est un constructeur d'avions.
En 1960, Edgar Percival Aircraft Ltd, Stapleford, est racheté par Samlesbury Engineering, Blackpool, pour former Lancashire Aircraft Co et poursuivre la production du E.P.9 Prospector qui semble intéresser la Royal Army. Le projet échouera et Lancashire Aircraft ne construira que 6 E.P.9 (qui s'ajoutent aux 21 construits par Edgar Percival Aircraft Ltd).